# SS Mark
SS „Mark” – statek niemiecki zbudowany w 1913 roku w stoczni Bremer Vulkan w Niemczech. Zakupiony i operujący w ramach Norddeutscher Lloyd. Został przejęty przez United States Shipping Board 11 kwietnia 1919, przemianowany na „Suwanee” i przekazany US Navy do używania jako transportowiec lub węglowiec. Pomimo przydzielenia do Trzeciego Dystryktu Morskiego (ang. 3d Naval District), „Suwanee” nigdy nie został przyjęty oficjalnie do służby przez US Navy i został zwrócony do USSB 4 października 1919 do rozdysponowania. Dalej w rękach prywatnych pływał do 1942. Zatopiony na Morzu Arabskim przez japoński okręt podwodny I-29